# Hezingen
Hezingen est un hameau situé dans la commune néerlandaise de Tubbergen, dans la province d'Overijssel. Le 1er janvier 2007, Hezingen comptait 207 habitants.